# Perovszkit napelemek

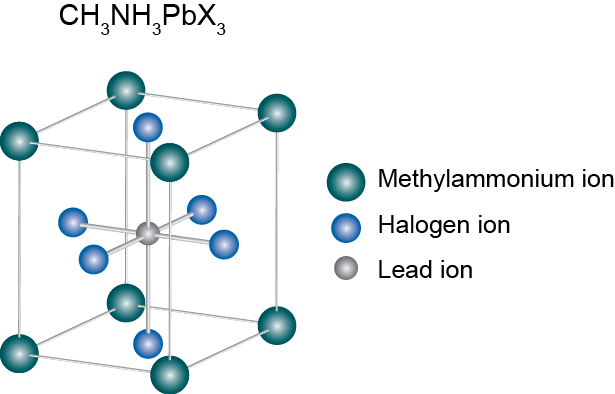
A leggyakrabban használt perovszkit energia-abszorbáló anyag a perovszkit napelemben: metil-ammónium ólom trihalogenid (CH_{3}NH_{3}PbX_{3}, ahol az X I^{−}, Br^{−}, vagy Cl^{−} iont képvisel)

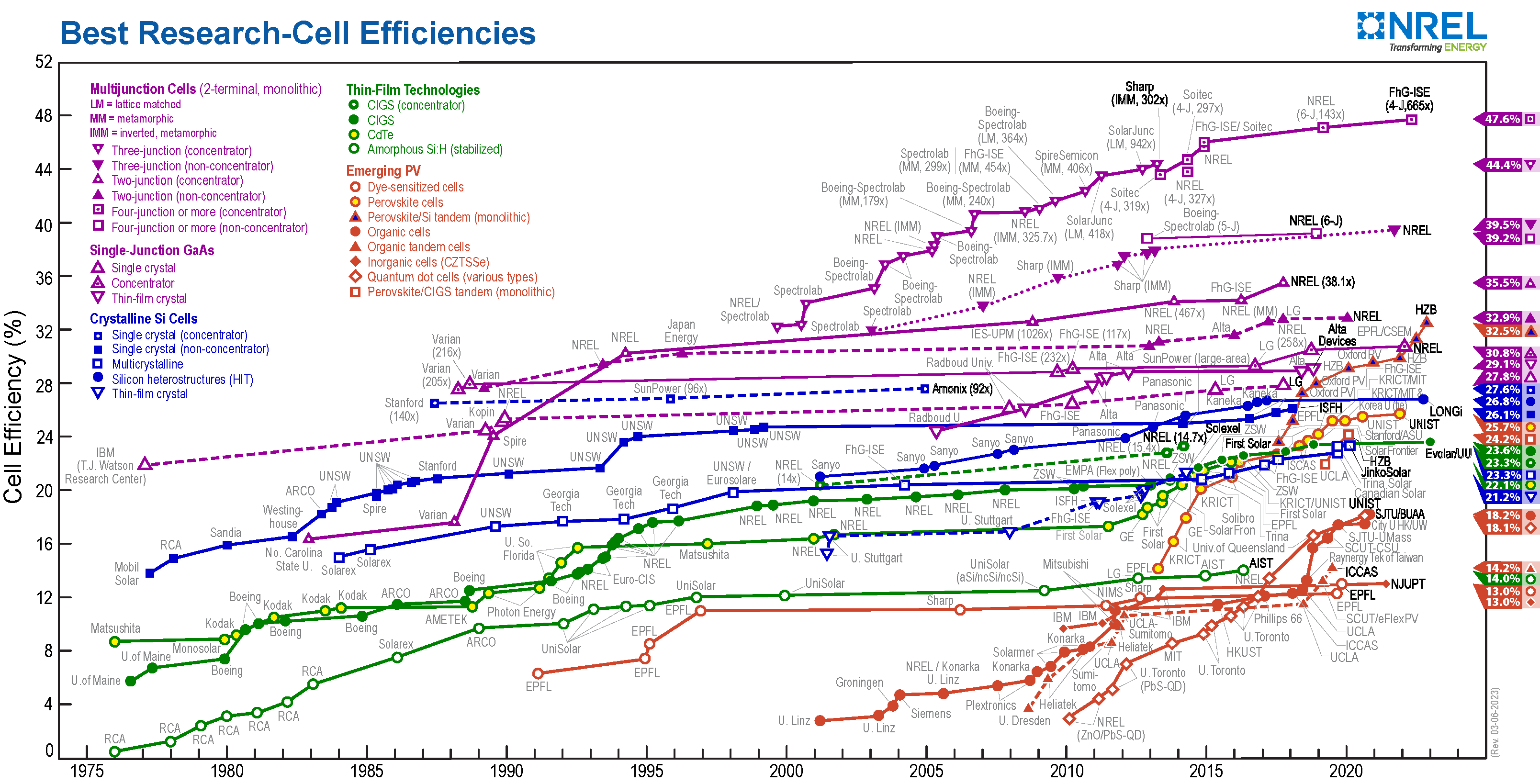
Kutatási fejlesztési fokon álló, maximális bejelentett napelem energia-átalakítási teljesítményének fejlődése 1976 óta.
A perovszkit elemek fejlődését az üres piros körök vonalai ábrázolják. Az Egyesült Államok National Renewable Energy Laboratory (vagyis „Nemzeti Megújuló Energia Laboratóriuma) ábrája

A perovszkit napelem olyan napelem, amely a napenergia villamos-energiává alakításához perovszkit elemeket használ aktív energia-gyűjtő rétegként. Egy perovszkit réteget, különösképpen szerves-szervetlen (például metilammónium- vagy formamidinium-ólom halogenid perovszkit) réteget használó berendezés sokkal olcsóbb a leggyakrabban használt szilícium alapján gyártott elemeknél, és gyártási árához viszonyított energia-átalakítási hatásfoka lényegesen nagyobb, de gyártásuk is sokkal egyszerűbb.
A technológia egyik fő fejlesztője egy angliai, oxfordi egyetemhez kapcsolt vállalkozás, az Oxford PV.

## Tulajdonságai
A  perovszkit napelem név az  ABX3 kristályszerkezet nevéből ered, vagyis ahol a fényt elnyelő (abszorbeáló) anyag kristályszerkezete megegyezik az általánosan vett perovszkit szerkezettel, ahol az ionok viszonylagos nagysága szorosan meghatározott.
A perovszkit napelemek már a 2010-es évek elején is számos előnyös tulajdonsággal rendelkeztek a hagyományos napelemekhez viszonyítva:
1. Az addig megfigyelt perovszkitok legjobbja tízszer annyi napenergiát volt képes abszorbálni, mint a hagyományos szilíciumon alapuló napelem.
2. Energiaátalakítási hatásfoka nem maradt el sokkal a szilícium alapon készült vetélytársáétól (19% 26%-kal szemben).
3. Előállítási költsége egyötöde volt vetélytársáénak.[1]

A perovszkitek közül a fejlesztésre legérdemesebbnek tartott változat a metil-ammónium ólom-trihalogenid, általános képlete: CH3NH3PbX3, ahol az X a halogén ion, pl. I−, Br−,  vagy Cl−, ahol a sávköz 2,3 eV és 1,57 eV között van, attól függően, hogy melyik a halogenid ion.[forrás?]
Az ólomtartalmú vegyületek jelenlétének egészségügyi veszélye okozta aggodalom késztette a Nakita Noel által vezetett kutatócsoportot kísérleti munkára az ólom-perovszkitnek ón-perovszkitre,  CH3NH3SnI3 való helyettesítésével. Ilyen napelem használatával  6%-os energiaátalakítási hatásfokot értek el.
2020 nyarán az Oxford PV bejelentette, hogy reményeik szerint 2020 végéig elkezdik perovszkit napelemük gyártását, majd 2021-től kereskedelmi forgalomba hozzák azt. A cég bejelentése szerint az új napelemek hagyományos szilícium napelemek lesznek perovszkit bevonattal, és körülbelül egyharmaddal több elektromosságot tudnak majd előállítani mint a hagyományos napelemek. (Míg a hagyományos napelemek a nap energiájának körülbelül 22%-át tudják elektromossággá alakítani, az Oxford PV szilikon alapú, perovszkittal bevont napeleme 27,2%-os hatásfokot ért el 2018 júniusában.)

## Fordítás
Ez a szócikk részben vagy egészben  a   Perovskite solar cell című angol Wikipédia-szócikk ezen változatának fordításán alapul.  Az eredeti cikk szerkesztőit annak laptörténete sorolja fel. Ez a jelzés csupán a megfogalmazás eredetét és a szerzői jogokat jelzi, nem szolgál a cikkben szereplő információk forrásmegjelöléseként.